# Татарка (приток Самары)
Татарка (укр. Татарка) — левый приток Самары — впадает в искусственное пойменное озеро имени Ленина, протекающий по Синельниковскому, частично по Новомосковскому и Днепровскому районах (Днепропетровская область, Украина).

## География
Длина — 36 км. Площадь бассейна — 346 км². Русло реки (отметки уреза воды) в верхнем течении (пруд возле села Вольное) находится на высоте 113,9 м над уровнем моря.
Русло средне-извилистое, в верхнем течении пересыхает. Есть пруды. Пойма местами заболоченная с луговой и прибрежно-водной растительностью. 
Берёт начало в селе Весёлое. Река у истоков течёт на северо-восток, далее — на северо-запад, в приустьевой части — делает крутой поворот на юго-запад и перед самим устьем поворачивает на северо-запад. Впадает в искусственное пойменное озеро имени Ленина на реке Самара (на 17-м км от её устья) севернее села Александровка.
Притоки (от истока к устью): 
1. балка Ткачева
2. Лозоватая
3. балка Чернечая

Населённые пункты на реке (от истока к устью):
Синельниковский район
1. Весёлое
2. Вольное
3. Кислянка
4. Хорошево
5. Надеждовка
6. Луговое
7. Широкосмоленка
8. Дорогое

Новомосковский район
1. Соколово

Днепровский район
1. Александровка